# Raúl Fernández Greñas
Raúl Fernández Greñas (Ciudad de México, 27 de julio de 1958) es un guitarrista mexicano, conocido por ser el guitarrista y líder de la banda de heavy metal Luzbel.

## Trayectoria
Raúl Fernández Greñas aprendió a tocar la guitarra a los 8 años. Cuando cumplió los 15, su familia le compró una guitarra Fender Stratocaster. Creció escuchando a grupos como The Beatles, The Kinks, Black Sabbath, Jimi Hendrix, y otros. Al ver que Greñas no mostraba interés por la escuela, su familia le apoyó para viajar a Reino Unido en donde vivió de 1980 a 1982; ahí perfeccionó su estilo de tocar e integró la banda Red, con la que grabó dos temas. De vuelta en México, en 1983 fundó la banda de heavy metal Luzbel, junto a Antonio Morante "La Rana", Hugo Tamés, Ricardo Herrejón (Willy Noise) y Fernando Landeros. Raúl decidió defender la idea de que tocaran material original en lugar de reversiones, que por entonces les era más redituable. En 1985 quedaron sólo él y Morante en la alineación original del grupo.
Ambos reclutaron a Sergio López en la batería y a Arturo Huizar en la voz, formando así uno de los dúos más creativos en el metal mexicano (Greñas-Huizar).  Tras diversos conflictos, en 1994, y debido a su alcoholismo, Greñas decidió disolver la banda. Tras recuperarse de la enfermedad, en 2002 volvió a formar el grupo, manteniéndose activo desde entonces. Ha colaborado con diversos artistas, entre ellos Rosalía León, Julio Revueltas, César Huesca, Rafa Guarneros y Javier Bátiz.
Por varios años mantuvo una disputa legal con Arturo Huizar por el nombre del grupo, llegando a una conclusión en 2016 cuando un juzgado declaró a favor de Raúl Fernández Greñas. El segundo apellido del músico es confundido comúnmente con un apodo, dado que en México "greñas" o "greña" es la palabra coloquial para referirse a una persona con cabello largo.

## Discografía

### Con Luzbel
- Whisper of death (Independiente 1983)
- El comienzo (Independiente 1984)
- Metal caído del cielo (Warner Music, 1985)
- Pasaporte al infierno (Warner Music, 1986)
- Luzbel (álbum) (Warner Music, 1987)
- ¡¿Otra vez?! (Discos Sánchez, 1990)
- La rebelión de los desgraciados (Sony Music, 1994)
- El comienzo (Discos y cintas Denver, 1997)
- Regreso al origen (Ceiba Recordings, 2013)
- El tiempo de odio (Sade Records México, 2016)
- El retorno a la oscuridad (Sade Records, México 2019)
- Principio y final. Historia de una década (Sade Records México, 2020)